# Sebastião da Silveira Cintra
Sebastião Leme da Silveira Cintra (20. ledna 1882, Espírito Santo do Pinhal, Brazílie – 17. října 1942, Rio de Janeiro, Brazílie) byl brazilský kardinál. Od roku 1930 až do své smrti byl rovněž arcibiskupem arcidiecéze Rio de Janeiro.

## Život
Sebastião da Silveira Cintra studoval v semináři v São Paulu a později na Gregoriánské univerzitě v Římě. Kněžské svěcení obdržel 28. října 1904.
Dne 24. března 1911 byl Cintra ustanoven pomocným biskupem Arcidiecéze Rio de Janeiro a titulárním arcibiskupem farsalským (pro hac vice). Biskupem se stal 24. června téhož roku, arcibiskupem 18. dubna 1930. O necelé tři měsíce později, 3. července, jej papež Pius XI. jmenoval kardinálem.
Téhož roku v listopadu sehrál významnou roli v revoluci, díky níž se k moci dostal prezident Getúlio Vargas. Jsou mu připisovány zásluhy za záchranu života svrženého prezidenta Washingtona Luíse. Když revoluční síly obklíčily palác Guanabara, v němž se Luís nacházel, a byly připraveny na něj zaútočit, kardinál si dokázal do paláce získat přístup. Luíse pak přesvědčil, aby rezignoval, a zabránil tak krveprolití.
Jednou z řady událostí, jichž se účastnil jako papežský legát, bylo vysvěcení sochy Krista Spasitele v Riu de Janeiru na podzim roku 1931. Jako kardinál se účastnil konkláve v roce 1939, které zvolilo papeže Pia XII. V roce 1941 založil v Riu katolickou univerzitu.
Kardinál Silveira Cintra skonal na infarkt v říjnu roku 1942, ve věku 60 let.